# Nelson Mandelabaaistadion
Het Nelson Mandelabaaistadion is een stadion in de Zuid-Afrikaanse stad Port Elizabeth, gemeente Nelson Mandelabaai. Het biedt plaats aan 48.000 toeschouwers, waarvan 150 VIP- en 60 zakenruimtes.
Daarnaast beschikt het stadion ook over verschillende faciliteiten, zoals een kledingzaak, een gymnasium, 500 parkeerplaatsen en lesruimtes.
De bouwkosten bedroegen 1,1 miljard rand. Het stadion is gebouwd met een uitzicht over het hart van de stad en het Noordeindemeer of North End Lake. Het is in juni 2009 geopend. De geplande oplevering was overigens december 2008, maar door vertragingen tijdens de bouw kon dit niet gehaald worden. Om die reden was het stadion ook niet gereed voor de FIFA Confederations Cup 2009.

## WK-interlands
| № | Datum        | Wedstrijd                | Uitslag | Competitie               | Toeschouwers |
| - | ------------ | ------------------------ | ------- | ------------------------ | ------------ |
| 1 | 12 juni 2010 | Zuid-Korea – Griekenland | 2 – 0   | WK 2010 – Groep B        | 31.513       |
| 2 | 15 juni 2010 | Ivoorkust – Portugal     | 0 – 0   | WK 2010 – Groep G        | 37.034       |
| 3 | 18 juni 2010 | Duitsland – Servië       | 0 – 1   | WK 2010 – Groep D        | 38.294       |
| 4 | 21 juni 2010 | Chili – Zwitserland      | 1 – 0   | WK 2010 – Groep H        | 34.872       |
| 5 | 23 juni 2010 | Slovenië – Engeland      | 0 – 1   | WK 2010 – Groep C        | 36.893       |
| 6 | 26 juni 2010 | Uruguay – Zuid-Korea     | 2 – 1   | WK 2010 – Achtste finale | 30.597       |
| 7 | 2 juli 2010  | Nederland – Brazilië     | 2 – 1   | WK 2010 – Kwartfinale    | 40.186       |
| 8 | 7 juli 2010  | Uruguay – Duitsland      | 2 – 3   | WK 2010 – Troostfinale   | 36.254       |

Soccer City (Johannesburg) · Groenpuntstadion (Kaapstad) · Nelson Mandelabaaistadion (Port Elizabeth) · Moses Mabhidastadion (Durban) · Ellispark (Johannesburg)· Vrystaat-stadion (Bloemfontein) · Loftus Versfeld (Pretoria) · Royal Bafokengstadion (Rustenburg) · Mbombelastadion (Nelspruit) · Peter Mokabastadion (Pietersburg)